# Liên Hợp Vãn báo
Liên hợp Vãn báo (tiếng Trung: 联合晚报; bính âm: Liánhé Wǎn bào; nghĩa là Báo Liên hợp Buổi chiều) là tờ báo Trung văn được hãng Singapore Press Holdings (SPH) của Singapore phát hành vào mỗi buổi chiều. Số đầu tiên được phát hành ngày 16/03/1983 sau khi hợp nhất hai tờ Nam Dương Thương báo (tức Nam Dương Tinh Châu) và Tinh Châu Nhật báo.
Mặc dù có tên Liên hợp Vãn báo và cũng do SPH sở hữu, nhưng tờ báo khổ rộng Liên hợp Tảo báo thể hiện quan điểm nghiêm túc hơn, và cũng nên tránh nhầm lẫn với ấn bản buổi tối của tờ báo trên.
Liên hợp Vãn báo tập trung chủ yếu vào mảng thông tin địa phương và các tin giải trí, tuy cũng có phần tin thời sự quốc tế vắn tắt. Tờ báo cạnh tranh trực tiếp với một tờ khác cũng do SPH sở hữu là Tân Minh Nhật báo. Độc giả Singapore thường coi tờ Liên hợp Vãn báo là một dạng báo lá cải (in trên khổ nhỏ) được xuất bản trên khổ lớn bởi độ chính xác của một số bài báo của nó (thường được các tạp chí lá cải Hong Kong và Đài Loan dẫn lại) đôi khi cần đặt dấu chấm hỏi.
Kể từ 01/01/2005, Liên hợp Vãn báo trải qua một đợt tái cấu trúc và tái định hình. Hiện nay, các bản tin nghiêm túc xuất hiện nhiều hơn so với tờ Tân Minh Nhật báo (tiếng Trung: 新明日报; bính âm: Xīn Míng rì bào) và để lôi kéo độc giả trẻ, tờ báo cũng đã được in màu và trình bày bắt mắt hơn.
Từ 01/10/2007, Liên hợp Vãn báo công bố thay đổi bố cục và tập trung hơn cho những nội dung mới nhằm mục đích cuốn hút độc giả trẻ, bao gồm giới viên chức và nhân viên văn phòng. Cũng thời điểm đó, Peter Ong nhận được lời mời ngồi vào ghế tổng biên tập.

## Tranh cãi
Tháng 11/2013, trang tin tức AsiaOne và Liên hợp Vãn báo phải đưa lời xin lỗi đến nữ chính trị gia Nicole Seah sau khi hai tờ này đưa lời đồn đoán thiếu chính xác rằng Seah đang hẹn hò với một người đàn ông đã lập gia đình. Cô Seah đã đăng ảnh của mình với Steven Goh, giám đốc của mạng xã hội mig33, nhưng ông này thật sự đã li dị vợ. Seah viết trên Facebook rằng cô đã đâm đơn kiện.